# La Famille Fontaine
La Famille Fontaine est une série télévisée française en 30 épisodes de 26 minutes, créée par Christiane Lehérissey et Michel Picard, et diffusée à 17h40 du 17 septembre 1990 au 13 novembre 1990 dans l'émission Allo Bibizz! sur FR3.

Rediffusion à partir du 7 juillet 1991 sur Antenne 2, puis à partir du 4 juillet 1992 sur la même chaîne.
Le tournage de cette série s'est déroulée en grande partie dans la cité Declercq à Oignies dans le Pas-de-Calais (62).

## Synopsis
La série suit la vie de la famille Fontaine composée de Bernard, Odile et de leurs 5 enfants (Julie, Damien,
Mathieu, Anne-Sophie et Élodie)

## Distribution
- Lucien Jérôme : Bernard Fontaine
- Agnès Garreau : Odile Fontaine
- Valérie Siclay : Julie
- Jérémie Covillault : Damien
- Axel Bernard : Mathieu
- Ludivine Sagnier : Anne-Sophie
- Anne Huart : Élodie
- Charlotte Roy : Vanessa